# Drnovice (Blanskói járás)
Drnovice település Csehországban, a Blanskói járásban. Drnovice Voděrady, Kunštát, Zbraslavec, Lysice, Lhota u Lysic, Krhov és Kunice településekkel határos. Lakosainak száma 1374 fő (2024. január 1.).

## Népesség
A település lakosságának változását az alábbi diagram mutatja:
| Lakosok száma | 748  | 782  | 824  | 921  | 1048 | 1207 | 1258 | 1271 | 1321 | 1374 |
|               | 1869 | 1900 | 1921 | 1961 | 1980 | 2011 | 2016 | 2019 | 2021 | 2024 |